# Гаврило Лісовський
Гаврило Лісовський (Лісовець) (? — після 1674) — український військовий діяч доби Гетьманщини, дипломат. Генеральний осавул (1654).

## Життєпис
Походив зі шляхетського роду. Учасник Хмельниччини. У 1649 році — військовий товариш Кропивнянського полку. Був соратником кропивнянського полковника Филона Джалалія. У січні 1654 року разом з Ф. Джалалієм обіймав посаду генерального осавула. Брав участь у Переяславській раді.
Підтримував гетьмана Івана Виговського. У 1658—1659 роках був іркліївським полковим осавулом. У червні 1659 року — нобілітований королем.
За гетьманування П. Тетері згаданий як полковий осавул невстановленого правобережного полку. Був дорадником гетьмана з дипломатичних питань. У 1664 році поставив підпис під інструкцією послам Війська Запорозького на сейм у Варшаві.
Виконував дипломатичні доручення Петра Дорошенка. У 1669 році згаданий як резидент гетьмана при дворі турецького султана у Стамбулі. У 1674 році вів перемови з великим візиром Фазилом Ахмедом. Подальша доля невідома.

## Родина
Родич (брат ?) Андрій Лісовець був старшиною Кропивнянського полку за часів Хмельниччини. У 1652 році — був у складі козацького посольства до Речі Посполитої.